# Mount Dreikanter
Mount Dreikanter är ett berg i Antarktis. Det ligger i Östantarktis. Nya Zeeland gör anspråk på området. Toppen på Mount Dreikanter är 425 meter över havet.
Terrängen runt Mount Dreikanter är huvudsakligen kuperad, men norrut är den bergig. Havet är nära Mount Dreikanter österut. Trakten är obefolkad. Det finns inga samhällen i närheten.